# Кода ди Лупо
Кода ди Лупо је насеље у Италији у округу Сиракуза, региону Сицилија.
Према процени из 2011. у насељу је живело 62 становника. Насеље се налази на надморској висини од 94 м.